# Pseudachorutes subcrassus
Pseudachorutes subcrassus är en urinsektsart som beskrevs av Tycho Fredrik Hugo Tullberg 1871. Pseudachorutes subcrassus ingår i släktet Pseudachorutes och familjen Neanuridae. Arten är reproducerande i Sverige. Inga underarter finns listade i Catalogue of Life.